# The Love Lute of Romany
The Love Lute of Romany è un cortometraggio muto del 1913 diretto da Theodore Wharton e interpretato da Beverly Bayne. Il regista produsse il film insieme a Archer MacMackin, un altro regista che lavorava sotto contratto per la Essanay per cui produsse solo quattro film.

## Produzione
Il film fu prodotto da Theodore Wharton e da Archer MacMackin per la Essanay Film Manufacturing Company.

## Distribuzione
Distribuito dalla General Film Company, il film - un cortometraggio in due bobine - uscì nelle sale cinematografiche USA il 24 ottobre 1913.